# Фортепианное трио
Фортепианное трио — музыкальное произведение для фортепиано и двух других инструментов, как правило, для скрипки и виолончели, также — камерный ансамбль, исполняющий подобные произведения.

## Тип произведений
Фортепианное трио как тип произведений происходит от старинной формы трио-соната. Классический стиль фортепианного трио сложился в середине XVIII века в творчестве композиторов мангеймской школы. Наряду с симфонией, сонатой и квартетом представляет собой произведение в форме сонатно-симфонического цикла, имея трёх- или четырёхчастную структуру. Первая часть обычно написана в сонатной форме.

## Авторы самых значительных произведений в жанре фортепианного трио вXIX—XX веках
Л. Бетховен, Ф. Шуберт, Р. Шуман, И. Брамс, П. Чайковский, С. Танеев, С. Рахманинов, Д. Шостакович

## Современные композиторы
Развитию стиля на современном этапе способствует конкурс им. Ф. Шуберта в городе Грац, Австрия. Среди современных авторов произведений для фортепианного трио известны итальянский композитор Simone Movio, иранец (рожденный в Великобритании) Hooshyar Khayam, украинец Богдан Демьяненко и др.